# Чандни
«Чандни» (хинди चाँदनी, англ.  Chandni)  — индийский кинофильм режиссёра Яша Чопры, выпущенный в 1989 году в оригинале на языке хинди. Фильм стал блокбастером 1989 года и одним из наиболее успешных в прокате фильмов Болливуда. Был представлен на Filmfare Awards в 8 номинациях и выиграл Национальную кинопремию Индии.
«Чандни» вдохнул новую жизнь в карьеру режиссёра Яша Чопры, предшествующие фильмы которого провалились в прокате, и актёра Риши Капура, которому на тот момент всё реже предлагали главные роли. Белые костюмы героини Шридеви оказали большое влияние на моду Северной Индии, сделав её образцом для подражания в одежде.

## Сюжет
Прибыв гостьей на свадьбу, юная Чандни (Шридеви) знакомится с другом жениха — Рохитом (Риши Капур). Молодой человек очарован девушкой буквально с первых минут, и постепенно Чандни поддаётся его ухаживаниям. Рохит решает жениться на ней, несмотря на то, что она не нравится его родителям и сестре из-за более низкого социального статуса. Однако происходит несчастье, и Рохит оказывается наполовину парализован. Чандни не бросает своего жениха и пытается ухаживать за ним, пока он прикован к инвалидному креслу. Но его родные винят её в том, что случилось с Рохитом и постоянно донимают упрёками и обвинениями. Видя это, Рохит решает, что с ним Чандни будет только хуже, и говорит ей, что больше её не любит, в надежде, что она сможет быть счастлива без него.
Чтобы залечить разбитое сердце, Чандни уезжает из Дели в Бомбей к своей подруге и устраивается работать в туристическое агентство под руководством Лалита Кханны (Винод Кханна). Независимый характер Чандни привлекает к ней внимание её начальника. Его мать (Вахида Рехман) видя, что сын за долгое время после смерти его возлюбленной (Джухи Чавла) заинтересовался девушкой, предлагает ему жениться на ней. Но Лалит не может набраться смелости, чтобы сделать предложение.
По работе он вынужден уехать в Швейцарию, где знакомится с Рохитом, находящимся там на лечении. Они делятся друг с другом историями своей любви, не подозревая, что говорят об одной и той же девушке. Рохит убеждает Лалита признаться в любви Чандни. Вернувшись в Индию, Лалит сразу же предлагает Чандни стать его женой. Чандни, выслушав доводы своей подруги, решает забыть Рохита и соглашается на свадьбу.
А вечером к ней приходит Рохит, чтобы сообщить о своём выздоровлении и сказать, что по-прежнему любит её. Однако Чандни отвечает ему, что уже согласилась стать женой другого.
На свадьбу Лалита и Чандни Рохит приходит в состоянии  алкогольного опьянения. Не устояв на лестнице, он кубарем скатывается вниз. Чадни бросается к нему со слезами, обнимает и кричит: "Спасите моего Рохита". В этот момент Лалит понимает, что Чандни и Рохит любят друг друга. Он отказывается от своей невесты, и его место занимает Рохит. Мать Лалита берёт на себя роль посажёной матери и благословляет молодых.

## В ролях
- Шридеви — Чандни Матхур
- Риши Капур — Рохит Гупта
- Винод Кханна — Лалит Кханна
- Вахида Рехман — Миссис Кханна, мать Лалита
- Анупам Кхер — Рамеш, зять Рохита
- Джухи Чавла — Девика, возлюбленная Лалита (камео)
- Сушма Сетх[англ.] — миссис Гупта, мать Рохита
- Бхарат Бхушан[англ.] — доктор
- Бина Банерджи — Пуджа, сестра Рохита
- Мита Васишт — Киран, подруга Чандни
- Анант Махадеван — Придж, муж Киран
- Рам Гопал Баджадж — Шив Прасад Матхур
- Аша Шарма — Миссис Матхур, мать Чандни
- Ачала Сачдев — тётушка Чандни

## Музыка
| №   | Название                      | Исполнитель                    | Длительность |
| --- | ----------------------------- | ------------------------------ | ------------ |
| 1.  | «Mere Haathon Mein»           | Лата Мангешкар                 | 5:34         |
| 2.  | «Mehbooba»                    | Лата Мангешкар, Винод Ратход   | 4:53         |
| 3.  | «Main Sasural Nahi Jaaungi»   | Памела Чопра                   | 4:06         |
| 4.  | «Mitwa (Tere Mere Honton Pe)» | Лата Мангешкар, Бабла Мехта    | 4:31         |
| 5.  | «Aa Meri Jaan»                | Лата Мангешкар                 | 4:21         |
| 6.  | «Dance Music»                 | —                              | 3:16         |
| 7.  | «Chandni O Meri Chandni»      | Шридеви, Джолли Мукерджи       | 4:32         |
| 8.  | «Lagi Aaj Sawan Ki»           | Суреш Вадкар, Анупама Дешпанде | 3:25         |
| 9.  | «Parbat Se Kaali»             | Аша Бхосле, Винод Ратход       | 4:22         |
| 10. | «Tu Mujhe Suna»               | Нитин Мукеш, Суреш Вадкар      | 4:30         |
| 11. | «Mere Haathon Mein»           | —                              | 5:47         |

## Критика и влияние
Согласно статье на iDiva фильм был «больше событием, чем фильмом. Даже когда закончился его прокат, фильм оставался постоянным предметом обсуждения в прессе». «Чандни» был одним из самых крупных блокбастеров 1989 года и заработал в прокате 5,5 крор (55 млн рупий).
The Hindu пишет, что фильм «собирал полные залы, и дистрибьюторам пришлось резко увеличить количество кинотеатров». The Times of India называет его «одним из самых популярных фильмов индийского кинематографа».
Hindustan Times включили фильм в их список «Величайших хитов Яша Чопры», сказав что «он сыграл важную роль в завершении эры насилия в Болливуде и вернул романтику в фильмы на хинди».
Фильм также подтвердил позицию Шридеви, как главной звезды 80-х.

Сцена, где она противостоит Риши Капуру была признана Rediff.com одной из «Десяти лучших сцен Yash Chopra Films».
В то время как Шридеви возглавила список Hindustan Times «5 главных героинь» Яша Чопры,
CNN-IBN также оценила её как № 1 в своём списке «10 самых чувственных героинь Яша Чопры», сказав, что «Яш Чопра увековечил Шридеви, как идеальную Чандни».
Роль Шридеви стала одним из самых известных персонажей в индийском кинематографе, и India Today включила его в свой список «Знаковых персонажей Яша Чопры».
CNN-IBN также внесла её в список «Культовых персонажей, созданных Яшем Чопра»,
тогда как NDTV отвели ей место в своём списке «Величайших творений Яша Чопры», заявив, что фильм сделал Шридеви «любимицей нации» и «укрепил её положение как правящей актрисы Болливуда».
Показанный Шридеви, «образ Чандни» произвёл революцию в моде северной Индии. Говоря об этом образе, Яш Чопра рассказал кинокритику Радживу Масанду «При производстве „Чандни“, у меня было видение о том, какой, я хотел бы, эта девушка была. После я сказал Шридеви, что большинство её костюмов в фильме будут белыми».
The Tribune пишет «Лина Дару снова реализовала удачную идею, когда создала „образ Чандни“ для Шридеви. На каждом уличном углу продаются Шальвар-камиз и дупатта, которые придали героине тот недооценённый образ, что так редко можно увидеть на индийском экране».
Тогда как Mid Day сообщает «Лина Дару одевала красавиц Болливуда в течение нескольких лет. Но её простые белые чуридар и курта с полосатым шарфом (дупатта) для Шридеви в фильме „Чандни“, придали Южной Красавице ангельский облик и стали причиной того, что магазины Чандни Чоук сорвали куш на продаже тысячи копий».
BizAsia также описал эффект образа говоря «Чопра так и не оправился от „похмелья Шридеви“ и решил почти всегда по его примеру представлять героинь в подобных нарядах (Джухи Чавла в „Жизнь под страхом“ (1993), Мадхури Дикшит в „Сумасшедшее сердце“ (1997)), но никто из них не стал и наполовину таким же известным, как Шридеви после „Чандни“».
«Образ Чандни» был также выдвинут на первый план в знаменитом эпизоде танца Тандава в исполнении Шридеви, где как сказано Rediff «актриса превратилась в мифическую богиню в белом».
Наряды Шридеви из шифона были также популярны. Indian Express написала «этот фильм сделал сари из шифона вещью, которую должна иметь в своём гардеробе каждая индийская женщина».
Песни из «Чандни» стали платиновыми, а знаменитый танцевальный номер Шридеви «Mere Hathon Mein» занял место в чарте Rediff «25 свадебных песен Болливуда».
Актриса также «одолжила» свой голос для заглавной песни фильма «Chandni O Meri Chandni», которую включили в «5 главных песен» Яша Чопры по версии Hindustan Times. Рассказывая о своей роли в «Чандни», Шридеви говорила, что она была «живая и яркая девушка в первой половине, (которая) становится тихой и забирается в раковину во второй половине (фильма). Мне понравилось такое перевоплощение, и когда вы имеете у руля такого режиссёра как Яш Чопра, вы можете быть уверены, что он сделает всё как можно лучше».

## Награды и Номинации
На Filmfare Awards фильм был представлен в 8 номинациях, но выиграл только одну.
- Лучший фильм
- Лучшая режиссура — Яш Чопра
- Лучшая женская роль — Шридеви
- Лучшая мужская роль — Риши Капур
- Лучший мужской закадровый вокал — Суреш Вадкар[англ.] — «Lagi Aaj Sawan Ki»
- Лучшая музыка к песне — Шивкумар Шарма и Харипрасад Чаурасия
- Лучшие слова к песне — Ананд Бакши[англ.] — «Lagi Aaj Sawan Ki»
- Лучшая операторская работа — Манмохан Сингх (Выиграна)[22]

«Чандни» также отмечен Национальной кинопремией Индии как лучший развлекательный фильм года.